# Alan Carr
Alan Carr, född 14 juni 1976 i Weymouth i Dorset, är en brittisk komiker och TV-personlighet. Han leder sedan 2009 talkshowen Alan Carr: Chatty Man på Channel 4 som har prisats som bästa talkshow och som gett honom ett BAFTA-pris 2013.
Alan Carr föddes i Weymouth i Dorset men flyttade redan som liten till Northampton. Hans pappa, Graham Carr, är en före detta professionell fotbollsspelare och tränare, som fick tränarjobbet för Northampton Town FC. Alan Carr studerade drama på Middlesex University i London och flyttade till Manchester efter examen. Han blev ett namn i Manchesters ståupp-värld men försörjde sig samtididigt med tillfälliga arbeten på varuhus och i call center. År 2001 fick han pris som bästa nykomling både genom priset BBC New Comedy Award for Stand-up och CityLife Best Newcomer of the Year.
Han fick ytterligare ett genombrott som ståuppkomiker på Fringefestivalen i Edinburgh 2005, vilket ledde till ett erbjudande att leda fredagkvällsunderhållningen på Channel 4 Friday Night Project som börjat tidigare samma år. Han delade värdskapet med komikern Justin Lee Collins fram till 2009 då han började göra egna showen Alan Carr: Chatty Man.
Alan Carr har vid sidan om tevekarriären fortsatt med ståuppkomik i bland annat showerna Alan Carr: Tooth Fairy, Spexy Beast, Yap, Yap, Yap! som tevesänts 2007, 2011 respektive 2015.
Han skrev den självbiografiska boken Look Who it is!: My Story om sin uppväxt i en fotbollstokig familj i Northampton.